# Ban-Ban-Nationalpark
Der Ban-Ban-Nationalpark (englisch Ban Ban National Park) ist ein ca. 20 km² großer Nationalpark im Südosten von Queensland, Australien auf dem Gebiet der Ortschaft Blairmore in einer Höhe von ca. 330 m.

## Lage
Der Park liegt im nordwestlichen Hinterland von Gympie, einer ländlichen Gegend aus bewaldeten Hügel und Bergketten, welche stark von Viehzucht geprägt ist. Er befindet sich in der Region Wide Bay-Burnett ca. 35 km südlich von Biggenden und ca. 41 km südöstlich von Gayndah und nur 10 km östlich vom australischen A3-Burnett Highway einer Fernstraße, welche im Osten von Australien parallel zur Küste von Nord nach Süd verläuft. Der Park verfügt über zwei eingeschränkte Zugänge, welche nicht überwacht werden, jedoch tw. über Privatbesitz führen.

## Geschichte und Schutzzweck
Der Name Ban Ban wurde zuerst von H. Herbert verwendet, ein Siedler der sich 1846 in der Nähe von Ban Ban Springs niederließ. Er soll in der Sprache der örtlichen Aborigines so viel wie Gras bedeuten. In der Nähe wurde früher Molybdän und Kupfer abgebaut, wovon noch heute abgedeckte Minenschächte zeugen. Der Park wurde eingerichtet um die Zusammenwirkung der Reste der regionalen Ökosysteme zu schützen, welche außerhalb des Parks durch Acker- und Weidebetrieb gerodet wurden. Dazu zählen Wälder von Eukalyptus-Baumarten, z. B. der Eucalyptus melanophloia (auch als Silberblättrige Eisenrinde bekannt) und der Eucalyptus tereticornis sowie der Neuguinea-Araukarie (Araucaria cunninghamii) und der Queensland-Araukarie (Araucaria bidwillii)

Im Park wird der Schutz des Vorkommen der regionalen Vogelarten in den Vordergrund gestellt, dazu zählen u. a. das Schwarzbrust-Laufhühnchen (Turnix melanogaster) und der Regenbogenspint (Merops ornatus) – diese sind durch häufige Waldbrände in den umliegenden Eukalyptuswälder stark gefährdet.

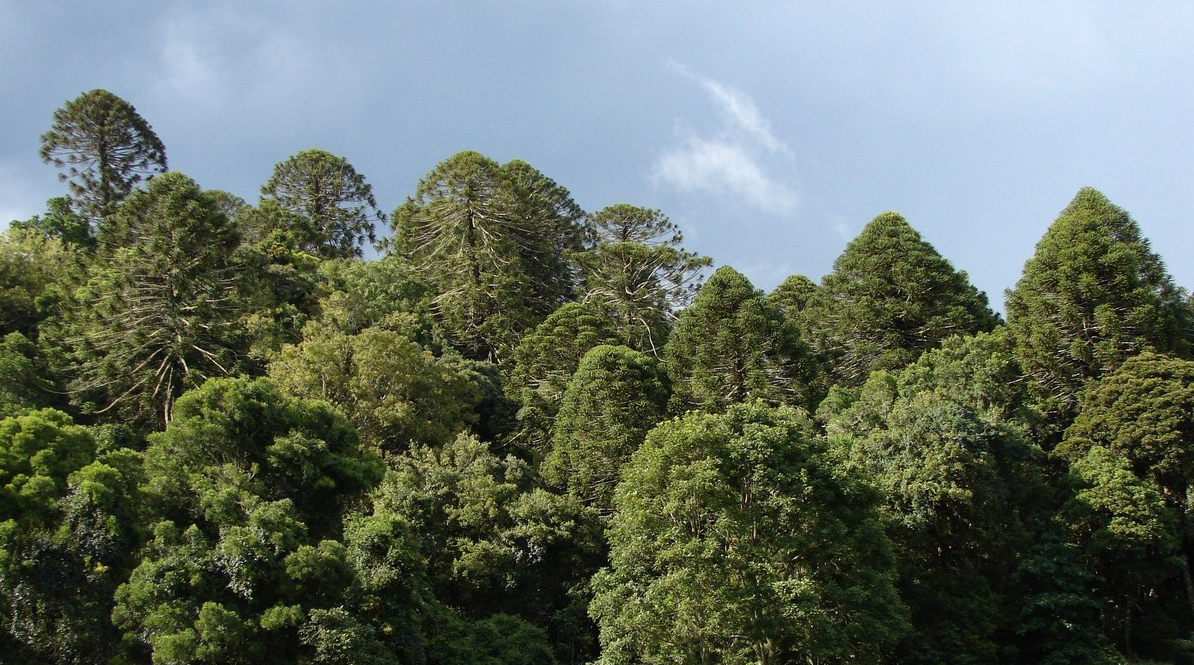
Eukalyptuswald in Queensland
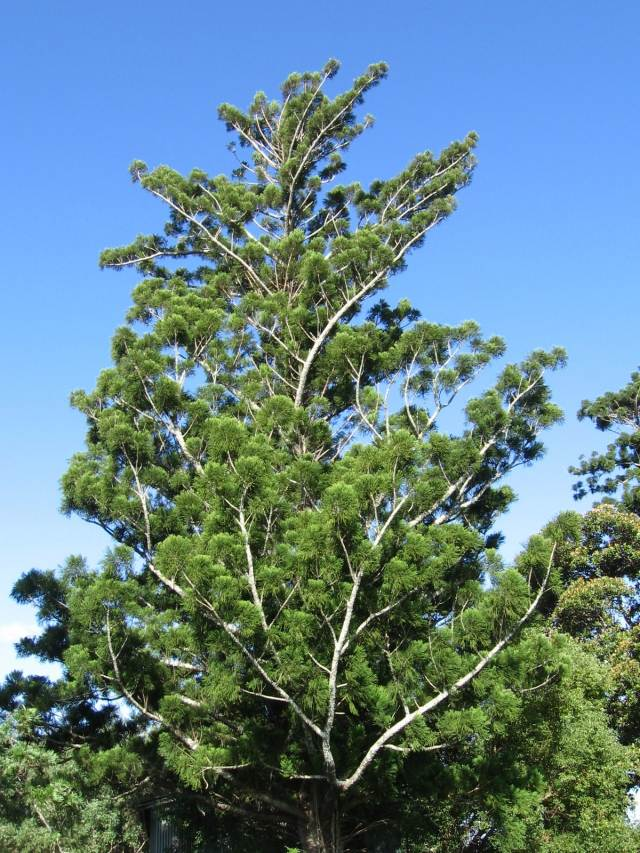
Neuguinea-Araukarie
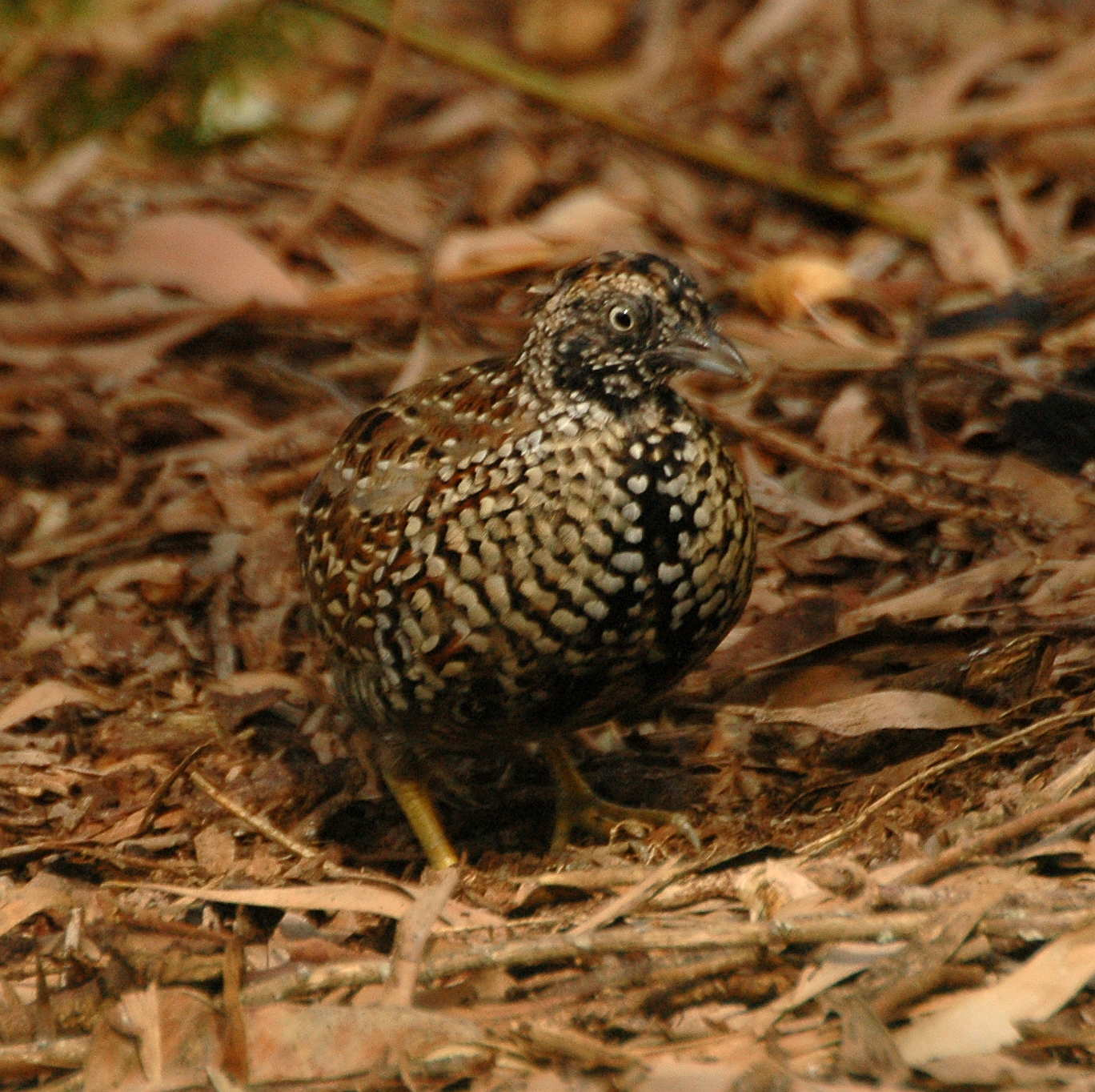
Schwarzbrust-Laufhühnchen
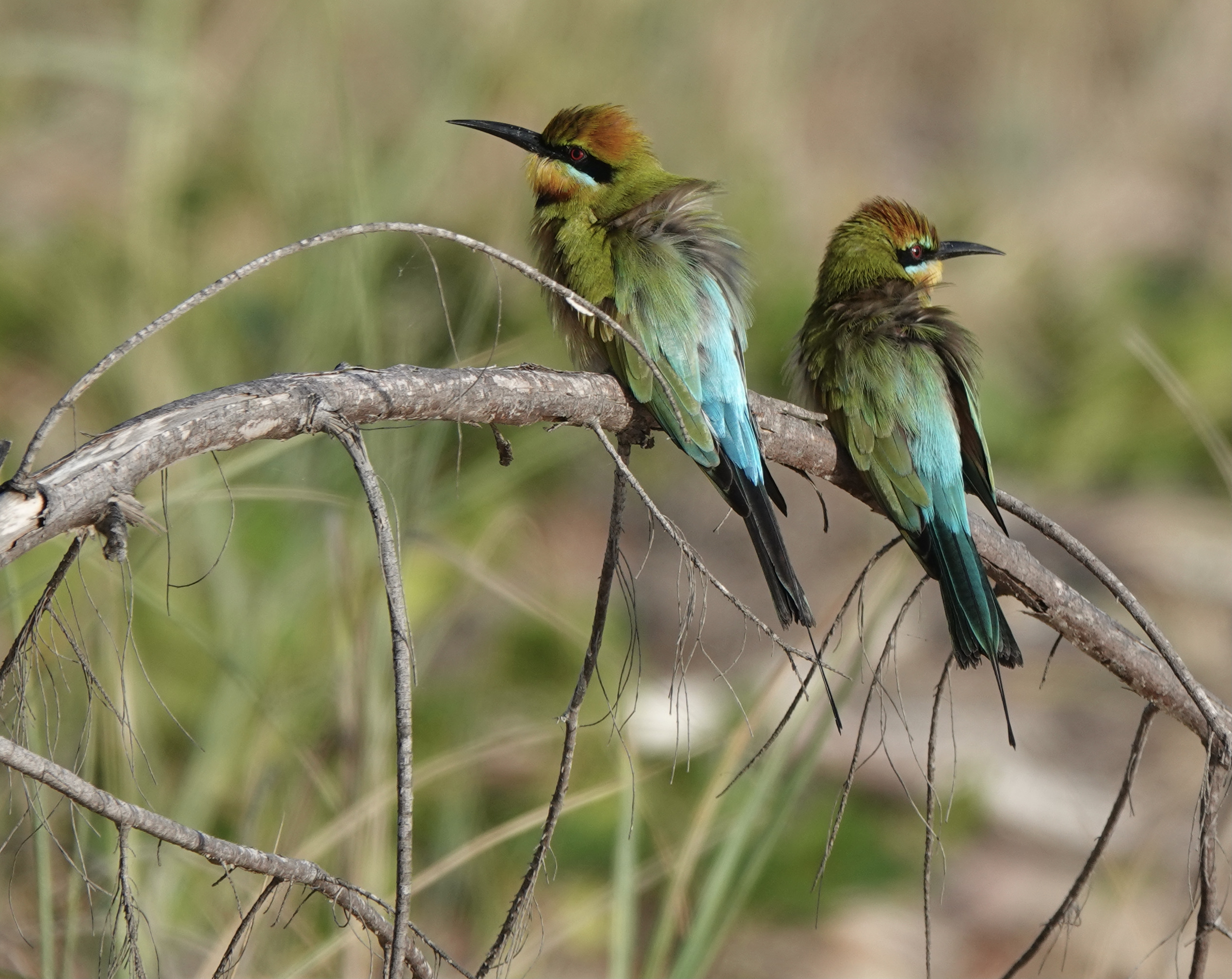
Regenbogenspint